# Međuvođe
Međuvođe (szerbül: Међувође), falu Bosznia-Hercegovinában, Bosanska krajina területén, Kozarska Dubica községben, a Szerb Köztársaságban. 

## Fekvése
Bosznia-Hercegovina északi részén, Banja Lukától légvonalban 53, közúton 78 km-re északnyugatra, községközpontjától légvonalban 7, közúton 9 km-re délnyugatra, az Una jobb oldali mellékvize, a Mječanica völgyében, 133 méteres tengerszint feletti magasságban fekszik. A faluban általános iskola, posta (irányítószám: 79247), fodrászat, pékség és benzinkút található. Áthalad rajta a Kozarska Dubica - Prijedor főút.

## Népessége
| Nemzetiségi csoport | Népesség 1991 | Népesség 2013 |
| ------------------- | ------------- | ------------- |
| Szerb               | 510           | 325           |
| Bosnyák             | 1             | 0             |
| Horvát              | 2             | 0             |
| Jugoszláv           | 9             | 0             |
| Egyéb               | 7             | 1             |
| Összesen            | 529           | 326           |

## Története
A falu nevét a Mlječanica és a Košuća folyók közötti fekvéséről kapta. 1878-ig tartozott az Oszmán Birodalomhoz, ekkor a berlini kongresszus határozata alapján az Osztrák-Magyar Monarchia része lett. 1910-ben a Bosanska Dubica-i járásban fekvő „Megjuvogje” önálló község volt, melyhez Donja Mlječnica, Elezovača, Gornja Mlječanica, Grbavci, Košča, Poglegjevo és Uremovci települések tartoztak. A községben összesen 191 háztartást, 1329 ortodox szerb, 2 muszlim és 3 katolikus lakost találtak. A monarchia szétesésével 1918-ben előbb a Szerb-Horvát-Szlovén Királyság, majd 1929-től a Jugoszláv Királyság része. 1921-ben a községnek 208 háztartása és 1350 lakosa volt. Jugoszlávia megszállása után a falu a Független Horvát Állam (NDH) része lett. 
A falu a második világháború idején vált híressé, amikor Međuvođében megépült az első partizánrepülőtér. Ma egy repülőábrázolással ellátott emléktábla áll a helyén. 1942. május 21-én került sor az itteni repülők első harci bevetésére, így ez a nap lett a JNA repülőinek napja. A harci repülést Franjo Kluz pilóta és Milutin Jazbec lövész végezte. A háború után a repülősök emlékművét 1951. július 27-én avatta fel Josip Broz Tito. Az ittenihez hasonló emlékmű áll Uremovci faluban is.
1941. július 29-én a faluban, Drago Miljatović-Švarca háza mellett tartották a KPJ Bosanska Dubica-i vezetőségének és a megyei katonai parancsnokság tagjainak találkozóját, amelyen Ahmet Šehović – Šeho vett részt, aki Đura Pucar Starnak, a Boszniai Krajina Regionális Bizottsága titkárának az utasításait közvetítette a felkelés és a fegyveres harc azonnali elindítására. A találkozón részt vettek a KPJ és a Kozarska Dubica-i katonai parancsnokság tagjai: Boško Šiljegović, Miloš Šiljegović, Dragoje Miljatović Švarc és Dragoja Ručnov. Itt tervezték meg az első akciót, a knežicai csendőrlaktanya elleni támadást, amelyet 1941. július 30-án hajtottak végre. A találkozót fegyveres harcosok biztosították. A találkozó végén csendőrök jöttek, és megölték Đurđa Aburazor katonai biztost. Más őrök tüzet nyitottak a csendőrségi járőrre, és megkezdődött az üldözés. A második világháborúban 207 itteni katona vett részt, ebből 150 (72,46%) halt meg. A falunak saját temploma is volt, amelyet a második világháború után a kommunisták leromboltak, majd a JSZK összeomlása után újjáépítették.
1945-től a település a szocialista Jugoszlávia része volt. A Bosznia-Hercegovinában zajló polgárháború idején a település a Boszniai Szerb Köztársaság része volt. Jugoszlávia felbomlása és a bosznia-hercegovinai háború során a falu nem szenvedett jelentősebb veszteségeket. 1995. szeptember 18-án és 19-én az Una horvát hadművelet keretében Kozarska Dubica község területét megtámadta a Horvát Köztársaság hadserege (HV). Ezt a támadást a Boszniai Szerb Köztársaság hadserege (VRS) és a helyi lakosság visszaverte. A harcok nem értek el idáig, de ágyútűz sújtotta a települést. A daytoni békeszerződést követő területfelosztásnál a település, Kozarska Dubica község részeként a Szerb Köztársaság területéhez került.

## Oktatás
„Majka Knežopoljka” Általános Iskola

## Nevezetességei
- A JNA repülőseinek emlékműve

- A közelben található a második világháborúból származó "Patrija" emlékmű, ahol a kozarai nép és partizánok áttörték a német, usztasa és csetnik erők bekerítését, és Grmeč felé vonultak vissza.

## Fordítás
- Ez a szócikk részben vagy egészben  a(z)   Међувође című szerb Wikipédia-szócikk ezen változatának fordításán alapul.  Az eredeti cikk szerkesztőit annak laptörténete sorolja fel. Ez a jelzés csupán a megfogalmazás eredetét és a szerzői jogokat jelzi, nem szolgál a cikkben szereplő információk forrásmegjelöléseként.